# Abram Joseph Bonda
Abram Joseph Bonda (Sommelsdijk 25. listopadu 1872 – Bergen 28. dubna 1928) byl nizozemský fotograf. Je známý svými fotografiemi Bergenu na počátku dvacátého století. Bonda přišel z Amsterdamu, kde byl pomocným knihkupcem, do vesnice Bergen v Severním Holandsku. Zaregistroval se tam 6. prosince 1906. Měl knihkupectví v Bergenu a byl také obchodním fotografem.

## Životopis
Knihkupectví (Oude Prinsweg 11 v Bergenu) založil Bonda na jaře 1910. Kromě knihkupectví zde byla také malá čítárna s knihovnou, tiskárna a temná komora pro vyvolávání fotografií. Bonda také umělcům nabízel možnost v budově vystavovat.
Bonda se provdal za Joannu Carolinu Catharinu Barkhuijsen 1. května 1901.  V říjnu téhož roku se jim narodil syn Jean Emile Joseph.  V roce 1916 se Bonda s Joannou rozvedli. V roce 1919 se znovu oženil s Wilhelminou Elisabeth van Soesbergenovou, ale ve stejném roce se s ní rozvedl. 
Negativy na skleněných deskách Bondovy práce nakonec skončily ve sbírce regionálního archivu Alkmaar, který po naskenování vložila do své online obrazové banky.

## Výběr fotografií z Bergenu, Bergenu aan Zee a Alkmaaru

### Sbírka regionálních archivů Alkmaar

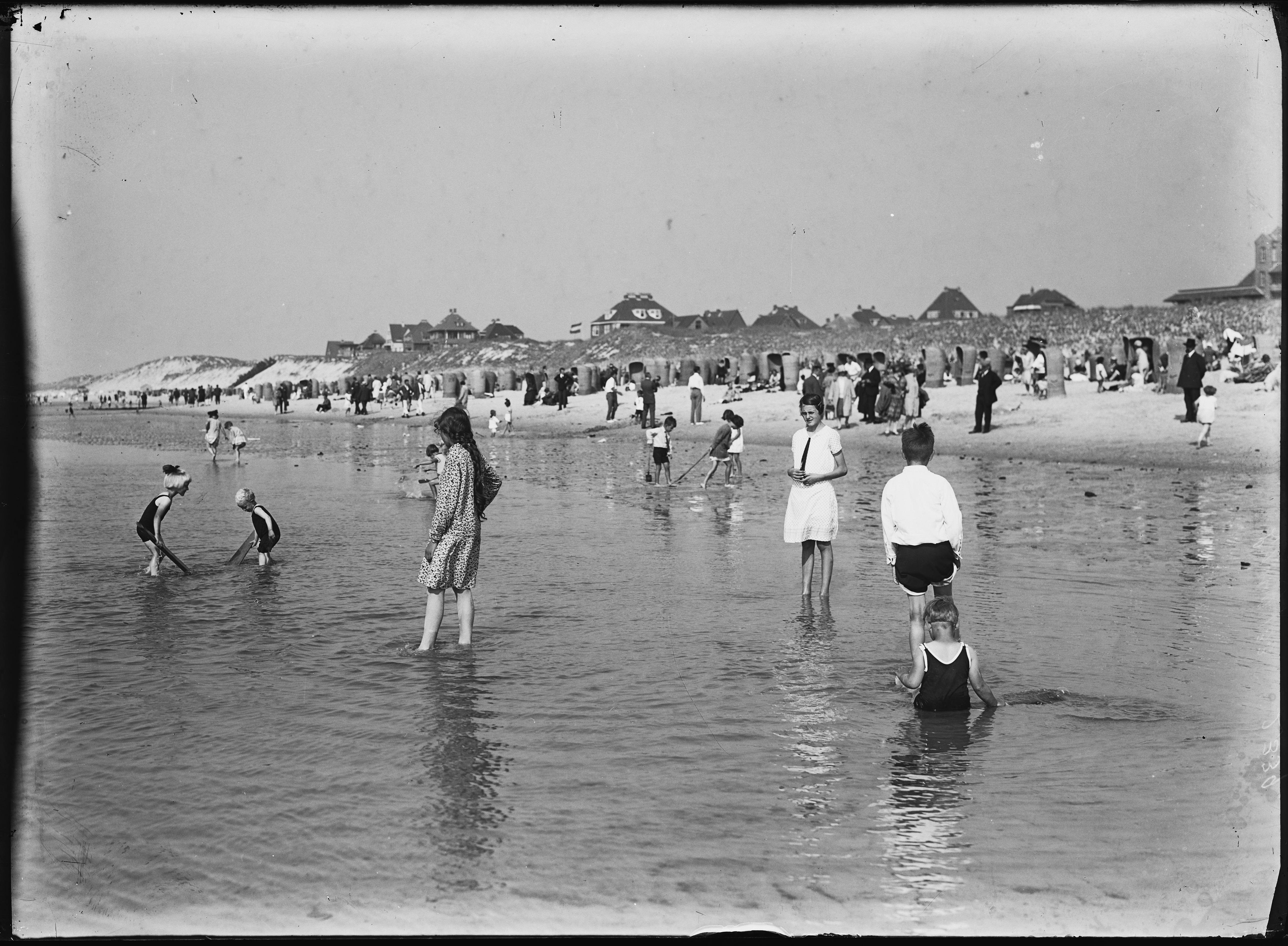
Pohled na pláž Bergen aan Zee z vody, s dětmi hrajícími si v popředí a domy na bulváru a Pier Panderstraat v pozadí
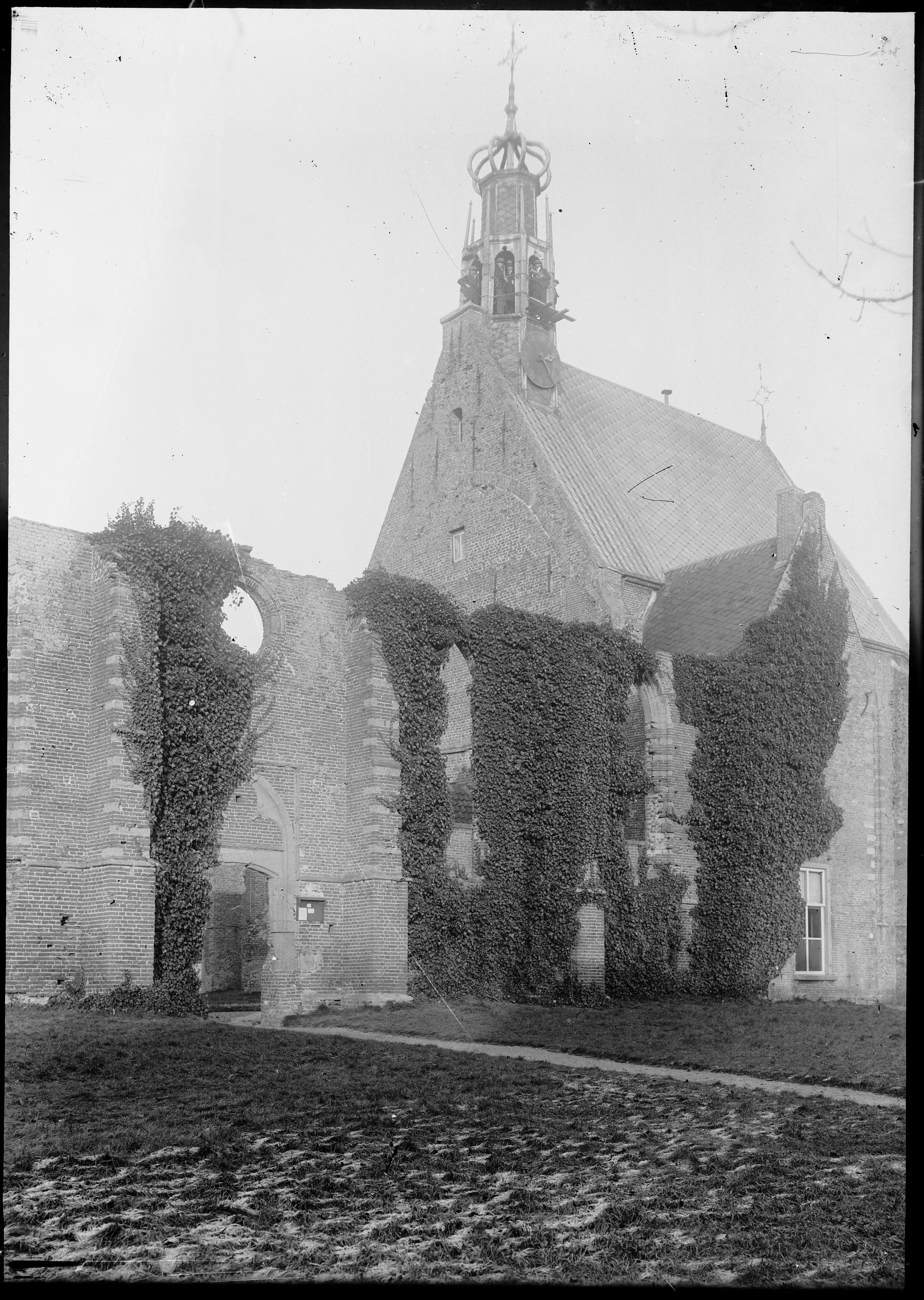
Runeknek v Bergenu, při pohledu na východ
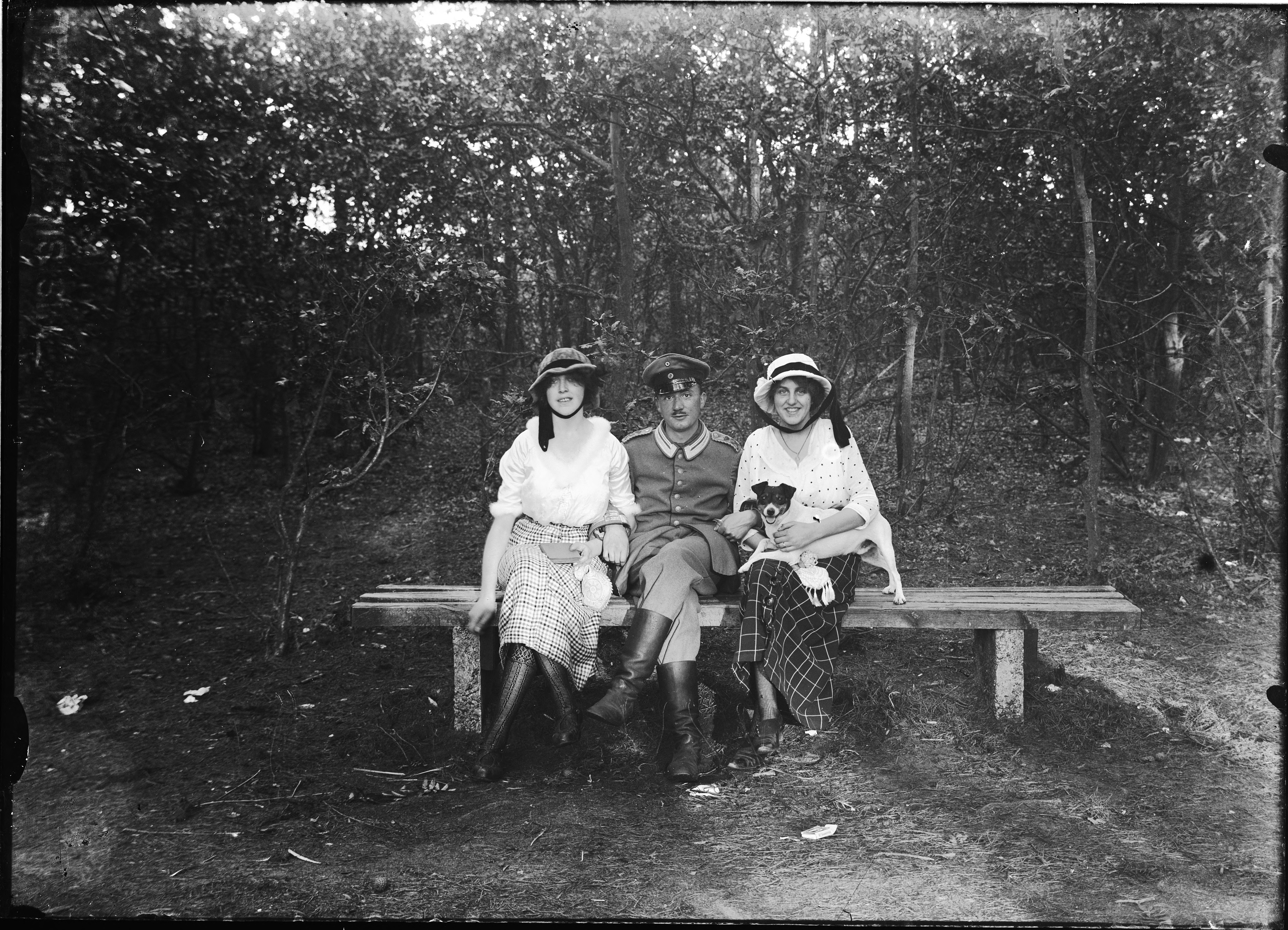
Lavička v lese s německým vojákem obklopeným dvěma ženami
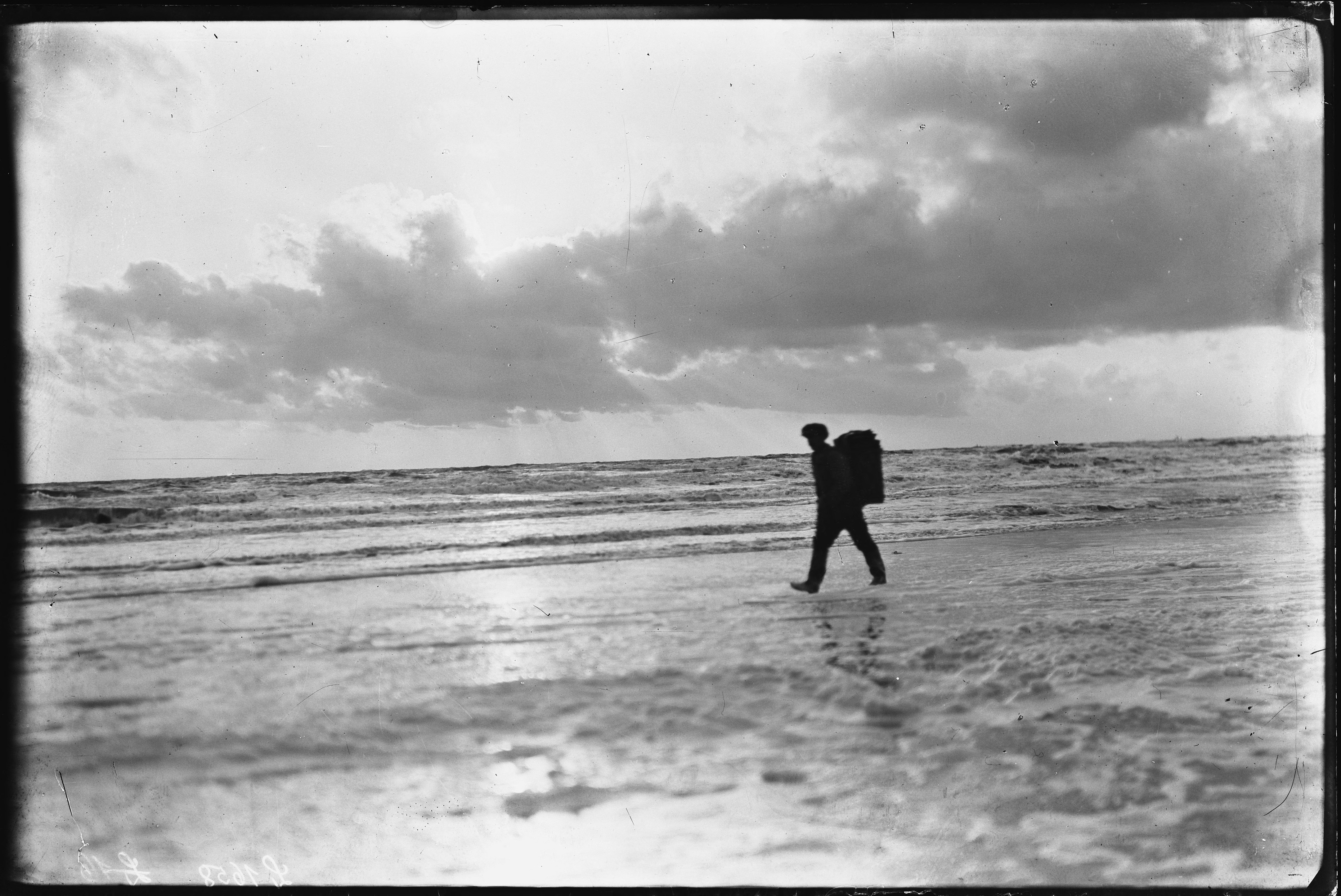
Plážař chodí s košem na zádech podél linie přílivu a odlivu
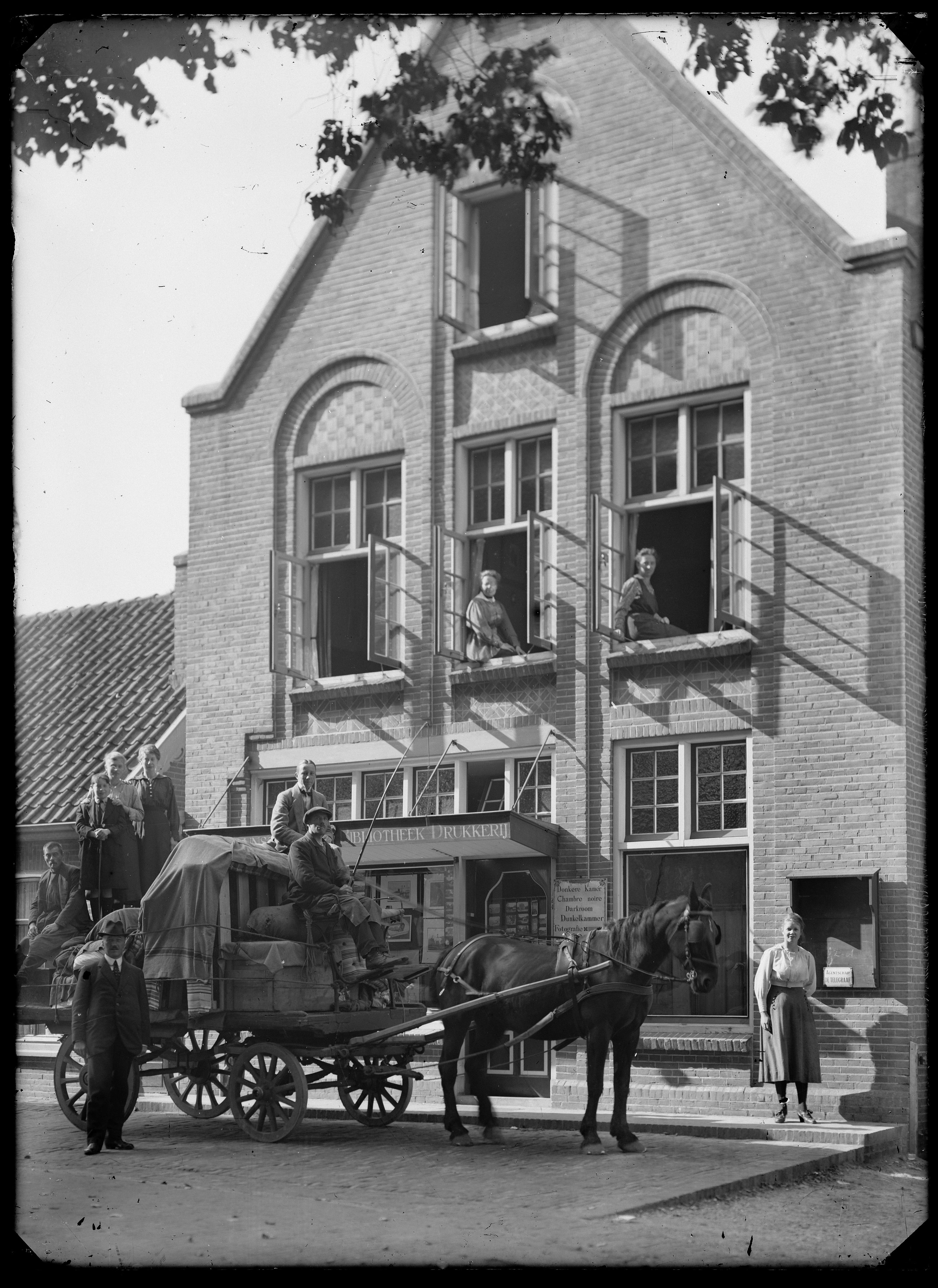
Obchod fotografa Bonda, Oude Prinsweg 11
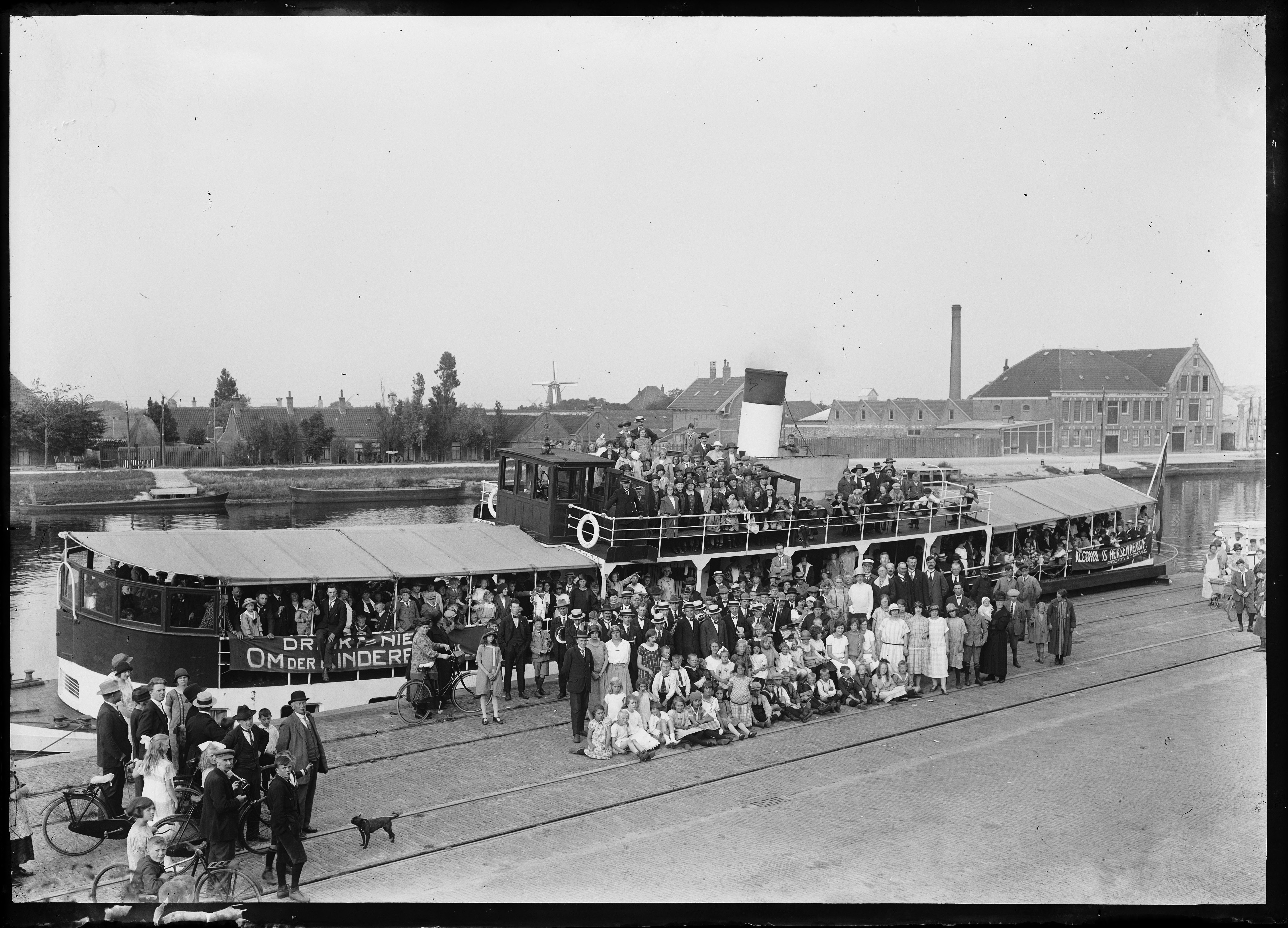
Saloon loď Alkmaar Packet na Kanaalkade